# Árabe sahariano
El árabe saharaui de Argelia (también conocido como árabe saharaui, árabe tamanrasset, o árabe tamanghasset) se trata de una variedad de árabe con características lingüísticas sistemáticamente diferenciadas del árabe estándar. El árabe saharaui de Argelia es hablado por una población estimada de 100.000 personas en Argelia, principalmente a lo largo de la frontera marroquí con el Atlas. También es hablado por unas 10.000 personas en el vecino Níger.